# Byrrhinus rufoapicalis
Byrrhinus rufoapicalis är en skalbaggsart som först beskrevs av Maurice Pic 1955.  Byrrhinus rufoapicalis ingår i släktet Byrrhinus och familjen lerstrandbaggar. Inga underarter finns listade i Catalogue of Life.